# Cilus gilberti
Cilus gilberti és una espècie de peix de la família dels esciènids i de l'ordre dels perciformes.

## Morfologia
- Els mascles poden assolir 60 cm de longitud total.[1][2]

## Hàbitat
És un peix marí, de clima tropical (6°S-37°S, 80°W-70°W) i demersal.

## Distribució geogràfica
Es troba al Pacífic sud-oriental: el Perú i Xile.

## Ús comercial
A Sud-amèrica és considerat un peix de primera a taula.

## Observacions
És inofensiu per als humans.